# Hans Ræder
Hans Henning Ræder, född den 11 oktober 1869 i Köpenhamn, död där den 4 juni 1959, var en dansk filolog, sonson till Jacob Tode Ræder.
Ræder tog 1893 filosofisk ämbetsexamen och 1900 filosofie doktorsgrad. Han sysslade särskilt med de grekiska filosoferna och utgav Theodoretos’ "Graecarum affectionum curatio" (1904) samt Platons philosophische Entwickelung (1905) och en dansk översättning av Platons "Symposion" (1907). Han blev 1915 lektor i grekiska vid universitetet och 1921 bibliotekarie vid dess filologisk-historiska laboratorium. Han var ordförande för Filologisk-historisk samfund 1915–19 och redaktör av "Nordisk tidsskrift for filologi" 1911–19.